# Bonamico (cognome)
Bonamico è un cognome di lingua italiana.

## Varianti
Bonamici.

## Origine e diffusione
Il cognome è centro-meridionale.
Potrebbe costituire una variante del cognome Boni e significare "che tu sia un buon amico".

## Persone
- Castruccio Bonamici (1710-1761) – letterato italiano
- Diomede Bonamici (1823-1912) – medico e letterato italiano
- Lazzaro Bonamici o Bonamico (1479-1552) – umanista e scrittore italiano